# San Sebastián del Oeste
San Sebastián del Oeste là một đô thị thuộc bang Jalisco, México. Năm 2005, dân số của đô thị này là 5626 người.